# Mio padre (Cassola)
Mio padre è un'opera di Carlo Cassola pubblicata da Rizzoli nel 1983.
In questo libro l'autore mette insieme una serie di scritti che ricordano vari momenti e aspetti della propria esperienza autobiografica, soffermandosi soprattutto sulla figura del padre Garzia Cassola. Si compone di dodici racconti ed è l'ultima opera narrativa di Cassola.
I racconti Cecina e Volterra e L'uva erano stati inizialmente pubblicati poco prima nello stesso anno nel volumetto Due racconti, con illustrazione (Paesaggio) di Folco Chiti Batelli, da Pananti di Firenze, in un'edizione fuori commercio di 300 esemplari numerati.

## Racconti
Il libro è composto da dodici racconti, il primo e l'ultimo dei quali portano il titolo di Mio padre, essendo i più lunghi e incentrati sul rapporto tra lo scrittore e il padre. Gli altri racconti hanno per argomento altri aspetti della vita personale di Cassola: il termine della sua amicizia con Manlio Cancogni (Confessione d'una debolezza); i legami con le città a lui più care (Cecina e Volterra, Grosseto); la sua esperienza nella Resistenza (I pericoli peggiori corsi da partigiano); le figure umane che hanno costellato la sua vita, tra i quali lo scrittore Romano Bilenchi, il poeta Dante Giampieri e altri personaggi locali della Maremma (Romano, Dante, Beppe, Piero, Baba e Lidori).
Questo l'elenco dei racconti:
- Mio padre
- Confessione d'una debolezza
- Romano
- Dante
- Beppe
- Piero
- Baba e Lidori
- I pericoli peggiori corsi da partigiano
- Cecina e Volterra
- Grosseto
- L'uva
- Mio padre

## Edizioni
- Carlo Cassola, Mio padre, Milano, Rizzoli, 1983.